# Cantone di Allos-Colmars
Il Cantone di Allos-Colmars è una divisione amministrativa soppressa dell'arrondissement di Castellane.
A seguito della riforma approvata con decreto del 24 febbraio 2014, che ha avuto attuazione dopo le elezioni dipartimentali del 2015, dall'aprile 2015 è stato accorpato al Cantone di Castellane.

## Composizione
Comprendeva 6 comuni:
- Allos
- Beauvezer
- Colmars
- Thorame-Basse
- Thorame-Haute
- Villars-Colmars